# Tandemas

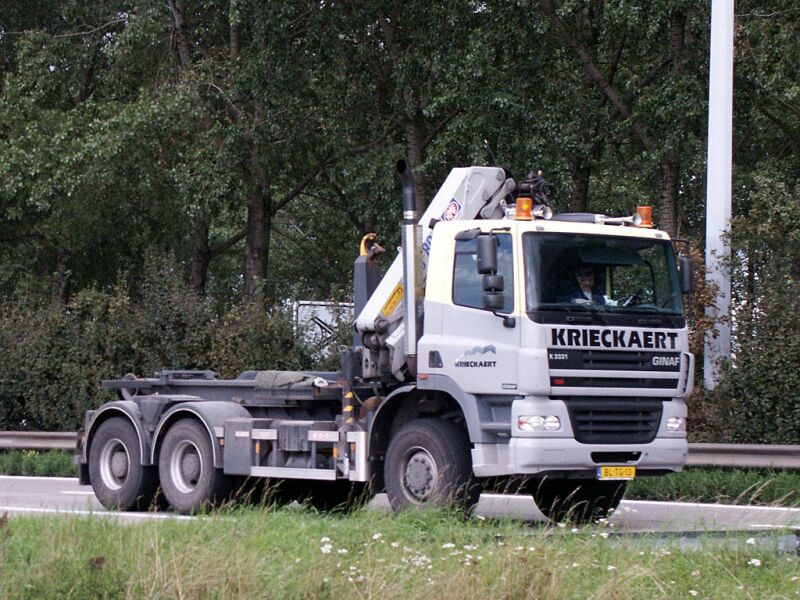
Ginaf X3331 containerwagen met drie aangedreven assen. De achterste twee vormen een tandemas.

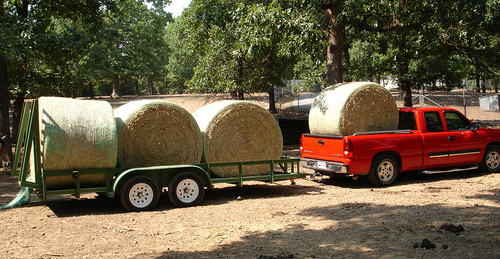
Aanhangwagen met tandemas. Doordat de assen zich dicht bij elkaar bevinden, blijft de wagen bestuurbaar. Een wagen met een wiel op elke hoek kan alleen rechtuit rijden als er geen stuurinrichting is.

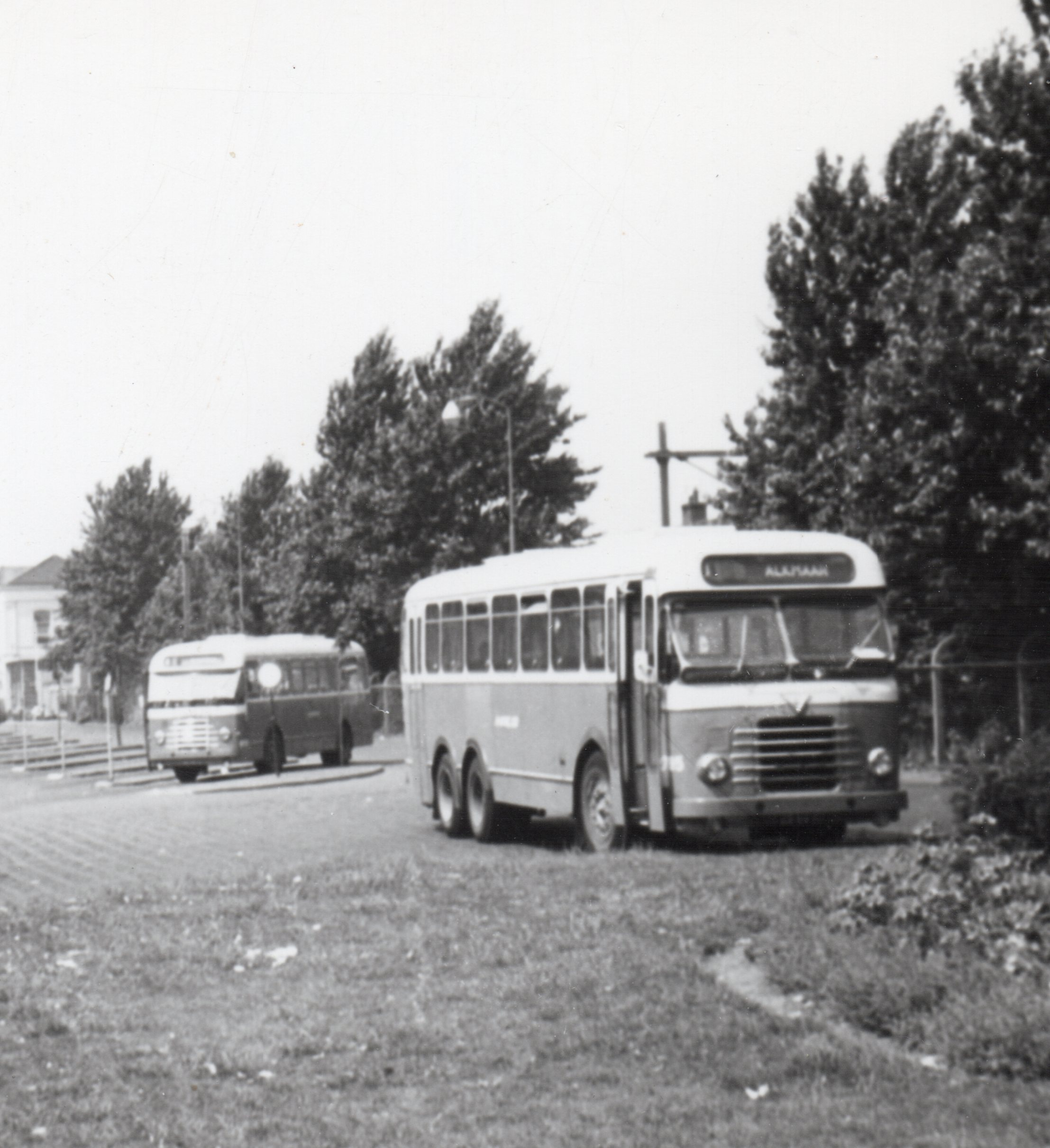
DAF TB300/Verheul-bus, bouwjaar 1959, met tandemas om de asdruk op smalle wegen te beperken.

De naam tandemas wordt gebruikt voor twee, evenwijdig achter elkaar liggende, assen van (motor)voertuigen, aanhangwagens en opleggers. Volgens de Nederlandse wet dient de afstand tussen de assen minder te bedragen dan 180 cm (gemeten van hart tot hart). Indien dit getal groter is wordt gesproken van afzonderlijke, enkele assen.
Per as kunnen ze voorzien zijn van enkele of  dubbele banden. Tandemassen worden in beperkte mate toegepast, omdat er ook nadelen aan kleven.

## Voordelen
- Betere verdeling van het voertuiggewicht met als gevolg een lagere as- en wieldruk.
- Betere grip in het terrein. (bij toepassing van enkelluchtbanden)
- Hoger laadvermogen.[2] (Dit voordeel wordt gedeeltelijk tenietgedaan zie hiervoor nadelen)

## Nadelen
- Als beide assen aangedreven worden, moet er een extra langs- differentieel worden toegepast, om de verschillende omloopsnelheden van de wielen te compenseren.
- Hogere bandenslijtage en hogere belasting van de wiellagers door wringen in bochten.
- Hoger brandstofverbruik als gevolg van hogere rolweerstand.
- De toename van het laadvermogen is beperkt, doordat het gewicht van de extra as en eventueel differentieel het eigengewicht van het voertuig aanzienlijk verhoogt.
- Dure constructie.
- Wordt een aanhangwagen met een tandemas geparkeerd, dan zal hij gemakkelijk voor- of achterover vallen. Dit probleem bestaat natuurlijk ook als er een enkele as is.

Om die redenen worden vaker de onaangedreven sleepassen of voorloopassen toegepast. Deze kunnen tijdens het onbeladen rijden van de weg getild worden of zijn meesturend gemaakt.